# Rezerwat przyrody Jaworzyna na Chełmie
Rezerwat przyrody Jaworzyna na Chełmie – rezerwat leśny o powierzchni 36,36 ha, położony w Polsce, w województwie małopolskim, powiecie gorlickim, gminie Ropa, w Ropie.
Teren rezerwatu należy do nadleśnictwa Łosie.

## Położenie
Pod względem fizycznogeograficznym rezerwat znajduje się w mezoregionie Beskid Niski (513.71) w Górach Grybowskich. Zlokalizowany jest na północno-wschodnich zboczach Chełmu.
Przy rezerwacie nie utworzono otuliny.

## Historia
Rezerwat został utworzony zarządzeniem Regionalnego Dyrektora Ochrony Środowiska w Krakowie z dnia 4 grudnia 2024, które weszło w życie 24 grudnia 2024. Powstał w ramach akcji 100 rezerwatów przyrody na 100-lecie Lasów Państwowych. Jego powstanie zaproponowało nadleśnictwo Łosie.

## Charakterystyka
Jak określono w akcie założycielskim, celem ochrony w rezerwacie jest zachowanie ze względów przyrodniczych i naukowych zespołu jaworzyny (Phyllitido-Aceretum) ze stanowiskami języcznika zwyczajnego Asplenium scolopendrium L. wraz z odsłonięciami skalnymi i rumowiskami na Górze Chełm w Beskidzie Niskim.
Na terenie rezerwatu występują płaty jaworzyny z języcznikiem zwyczajnym (siedlisko 9180-2 Natura 2000), z liczną populacją zanokcicy języcznika (języcznika zwyczajnego) – paprocią umieszczoną na czerwonej liście roślin i grzybów Polski i objętej w Polsce ścisłą ochroną gatunkową. Występuje tu łanowo miesiącznica trwała.
Gatunkami drzew lasotwórczych na terenie rezerwatu są głównie buk z 20-30% udziałem jawora.
Chronionymi elementami przyrody nieożywionej są wychodnie i rumowiska skalne.

## Turystyka
Zachodnią granicą rezerwatu przebiega pieszy szlak turystyczny  Grybów – Chełm (780 m) – Wawrzka – Flasza.